# Pierre Lescure
Pierre Lescure (Choisy-le-Roi, 2 de julho de 1945) é um jornalista e empresário francês. Ele é ex-presidente do Canal+, e atual presidente do Festival de Cinema de Cannes.